# La spada perduta
La spada perduta è un'opera letteraria di Bernard Cornwell, quinto e ultimo capitolo della pentalogia Il romanzo di Excalibur, che vede come personaggio protagonista Derfel Cadarn.
Il ciclo originariamente si componeva di tre romanzi ma, per ragioni puramente commerciali, in Italia e in lingua italiana è stato suddiviso in cinque titoli, senza continuità di storia ma basandosi semplicemente su un'equa distribuzione del numero di pagine.
La spada perduta contiene la parte centrale e finale di "Excalibur".

## Trama
Su una spiaggia battuta dal vento Artù assiste incredulo al crollo di tutto ciò che in tanti anni di valorose imprese ha faticosamente realizzato: ancora una volta i sassoni e i cristiani, guidati dal perfido vescovo Samsun, sono pronti a combattere. E questa volta il re non potrà chiedere aiuto agli dei con gli incantesimi, perché Merlino giace prigioniero in una grotta, vittima della scellerata sacerdotessa Nimue, che lo ha accecato condannandolo a morire. Per Artù sembra proprio arrivato il momento di ritirarsi a vita privata, lontano dai nemici e vicino a Ginevra, suo ritrovato amore. Insieme aspetteranno che il loro amato figlio Gwydre succeda al giovane e arrogante Mordred, incapace di regnare. Ma il destino chiederà ancora sacrifici al valoroso cavaliere, per salvare ancora una volta la Britannia e per non cedere il potere della sua spada magica.

## Personaggi
- Derfel Cadarn – protagonista e narratore
- Artù – protettore di Mordred, comandante in capo della Dumnonia
- Ginevra – Moglie di Artù
- Merlino – druido
- Mordred – Re bambino
- Nimue – druido, amica di Derfel
- Lancillotto – Il traditore

## Edizioni
- Bernard Cornwell, La spada perduta, traduzione di Gaetano Luigi Staffilano e Riccardo Valla, I Faraoni, Mondadori, luglio 1998,  p. 355, ISBN 9788804452447.
- Bernard Cornwell, La spada perduta, traduzione di Gaetano Luigi Staffilano e Riccardo Valla, Oscar bestsellers, Mondadori, 1º ottobre 2003,  p. 364, ISBN 9788804528784.